# Vuurwerk

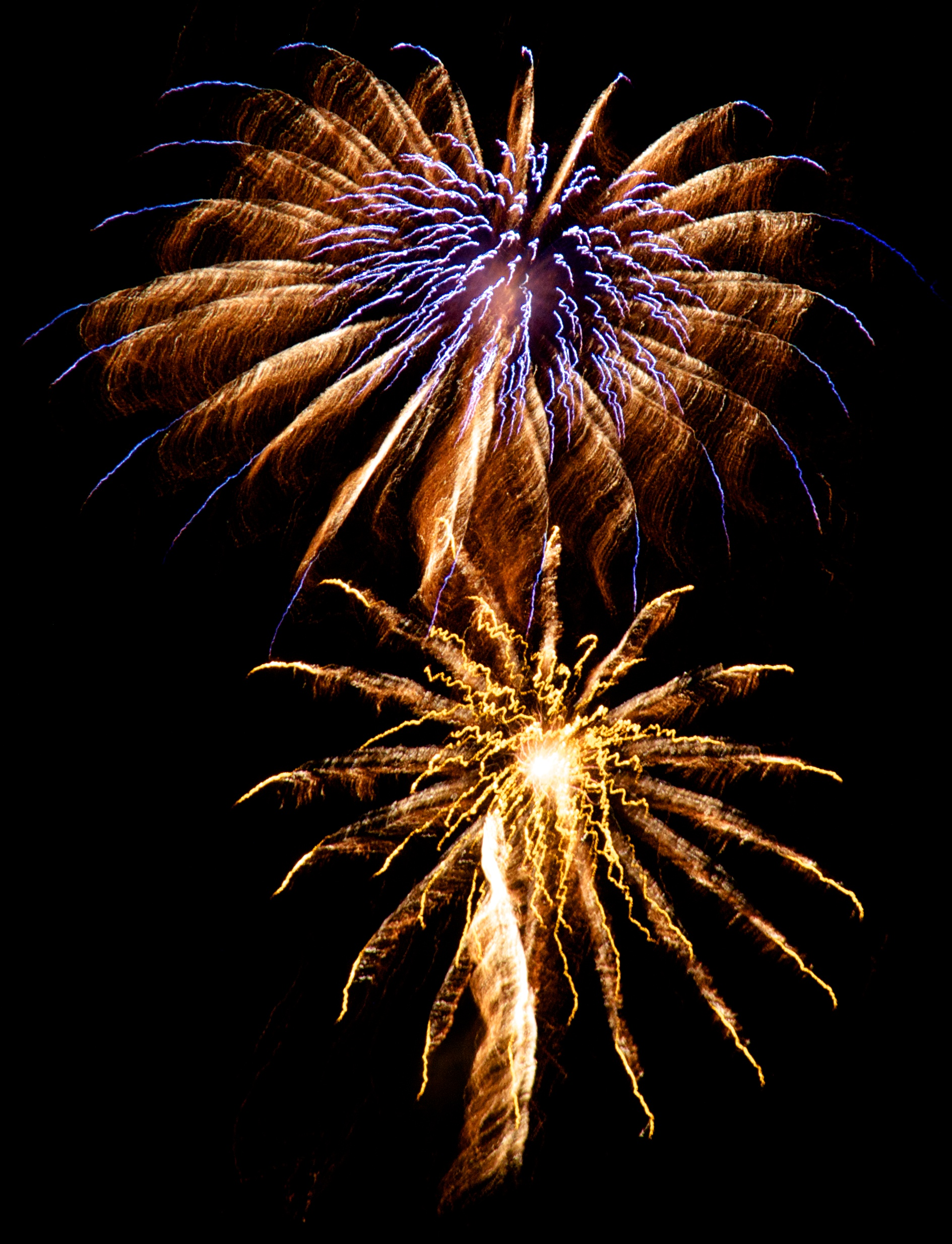
Twee vuurpijlen komen tot ontploffing in de buitenlucht tijdens de jaarwisseling

Vuurwerk is een verzamelnaam voor pyrotechnische voorwerpen die gevuld zijn met brandbare, ontplofbare of lichtgevende mengsels van chemische stoffen die meestal bij feestelijke gelegenheden worden ontstoken. Wanneer deze stoffen verbranden, geven ze opvallende effecten zoals vonkend licht, knallende geluiden, rook en beweging. In veel landen wordt oudejaarsavond met vuurwerk gevierd.
In modern vuurwerk wordt meestal buskruit verwerkt. Dit is een makkelijk ontplofbaar mengsel van zwavel, houtskool, en salpeter of kaliumnitraat (de zuurstofleverancier). Bij de reactie komen onder andere de gasvormige producten CO2 en N2 vrij, naast kaliumsulfaat en kaliumcarbonaat. Deze stoffen worden vermengd met een keuze aan zouten, die verantwoordelijk zijn voor de kleureffecten van het vuurwerk. Naast buskruit maakt men ook gebruikt van flashkruit. Dat is een kruitmengsel waarin de koolstof is vervangen door metaalpoeder (magnesium of aluminium).
Vuurwerk werd oorspronkelijk ontwikkeld in het oude China. Het gebruik van vuurwerk verspreidde zich in de loop van de eeuwen naar andere delen van Azië en het Midden-Oosten, en tegen de 14e eeuw werd het ook in Europa gebruikt. In Europa diende vuurwerk aanvankelijk een ceremoniële functie. Populariteit ervan nam toe in de 18e eeuw, toen door chemische verbeteringen het mogelijk werd vuurwerk publiekelijk tentoon te stellen.
Er wordt onderscheid gemaakt tussen feestvuurwerk en ernstvuurwerk. Feestvuurwerk wordt voornamelijk gebruikt bij feestelijke gelegenheden en openbare vermakelijkheden. Ernst- of professioneel vuurwerk dient een serieuze functie en wordt gebruikt tijdens militair opereren, bijvoorbeeld als noodsignaal, bron van licht of strijdmiddel. Omdat het afsteken van vuurwerk gevaren met zich meebrengt, staat het gebruik ervan onder strenge regelgeving. In Nederland en België bestaat al lange tijd een discussie omtrent een consumentenverbod.

## Geschiedenis

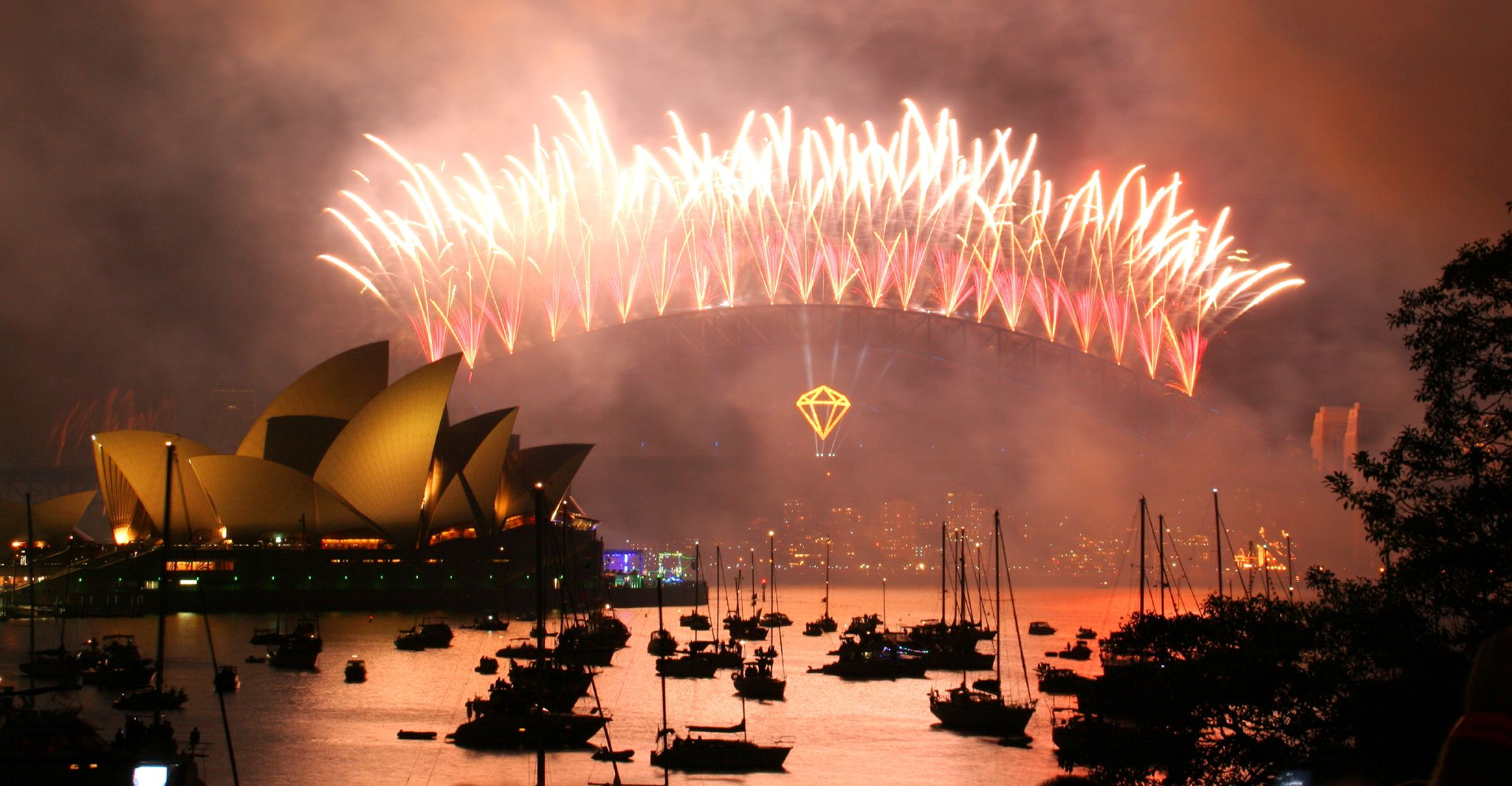
Vuurwerk boven de Haven van Sydney, op oudejaarsavond 2006–2007

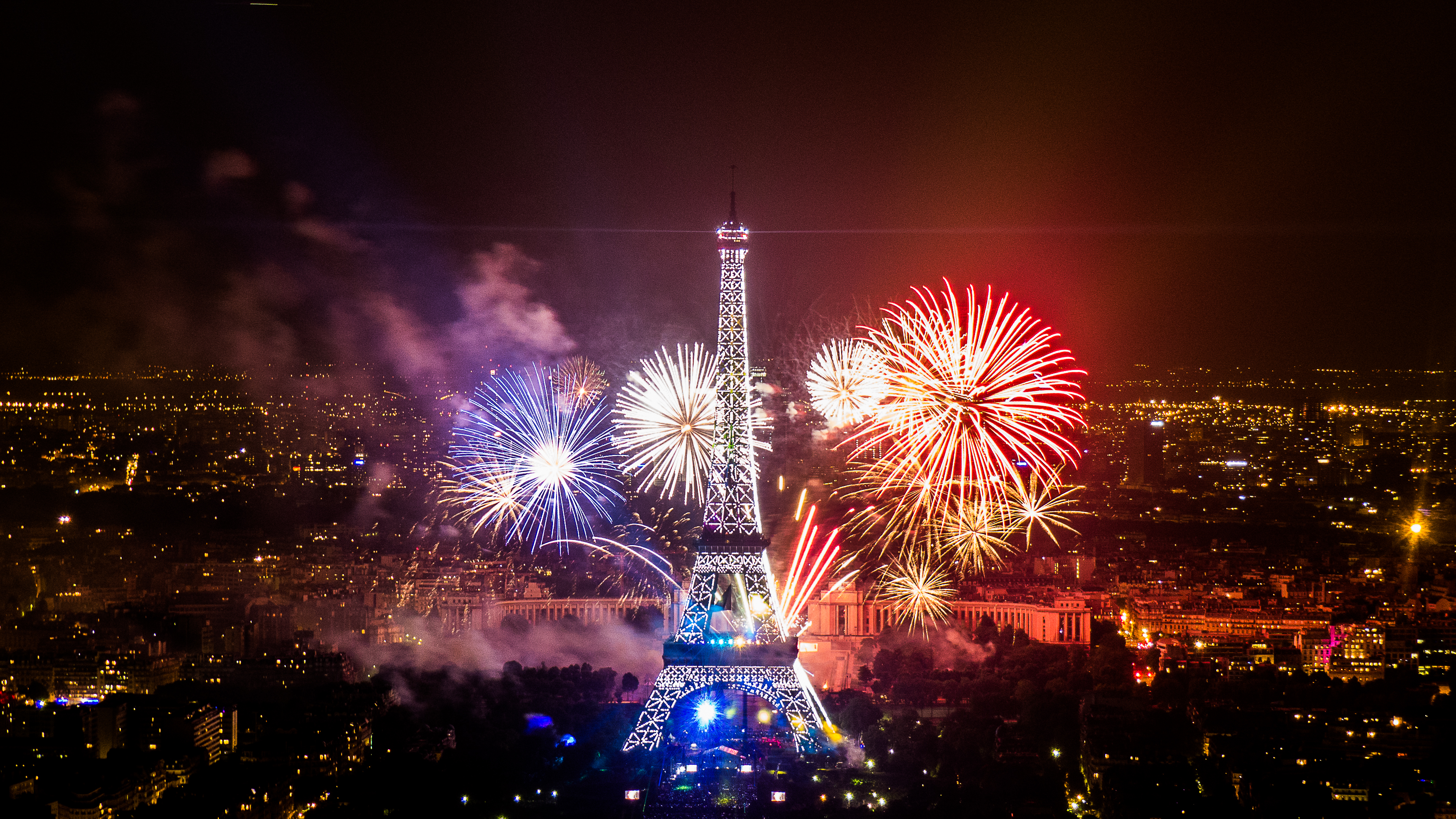
Een vuurwerkshow boven de Eiffeltoren, op de Franse nationale feestdag

Vuurwerk had zijn oorsprong in China en werd op grote schaal gebruikt door de Chinezen. De productie van vuurwerk zou aldaar ten tijde van de Tang-dynastie zijn begonnen. Zij gebruikten het bij religieuze gebeurtenissen om boze geesten te verdrijven. Het ritueel van vuurwerk afsteken vormt daarmee een vast onderdeel van de Chinese cultuur, en gaat tot op de dag van vandaag gepaard met vele festivals.
De Chinezen beschikten zeker vanaf de vroege 13e eeuw over buskruit, het belangrijkste bestanddeel van vuurwerk. Vlak nadat de Chinezen het buskruit hadden ontdekt, deden ze er al proeven mee. Uit de proeven kwamen verschillende soorten vuurwerk voort. Het Chinese vuurwerk werd vooral gemaakt in de stad Liuyang, waar wetenschappers werkten aan de speciale effecten en kracht van het explosieve goed. Vuurwerk vond na de ontdekking snel zijn weg naar Europa. Daar werd het ontvangen met groot vertoon. Aan menig hof werden spektakels met vuurwerk opgevoerd, onder meer aan het Hof van Versailles. De shows werden vaak gegeven door Italianen uit Florence, het centrum van de Europese vuurwerkindustrie.

### Nederland
Ook in Nederland werden heel wat feesten opgeluisterd met vuurwerk, bijvoorbeeld de feestelijkheden op de Dam in 1648 ter gelegenheid van de Vrede van Münster. In 1678 verscheen het boek Pyrotechnia, of Meer dan hondertderleye konstvermakelijcke vuurwerken, waarin werd uiteengezet "hoe men de selve sal maken, toebereyden en stellen, neffens des selfs correcte vormen, maten en gewichten der stoffen". Dit boek was door Daniel Manlyn vertaald uit het Engels naar het boek Pyrotechnia, or a Discourse of Artificiall Fireworks, geschreven door de Britse artillerist en wiskundige John Babington. Voorin Manlyns boek wordt nog een lijst van vuurwerksoorten genoemd, zoals "Vuurspuuwende Draken", "Wonderlijke Vuur-pijlen" en "Voet-soeckers".

Vuurwerk tijdens de jaarwisseling

Consumentenvuurwerk kwam in Nederland voor het eerst beschikbaar in de 19e eeuw en werd sporadisch gebruikt op evenementen zoals Hartjesdag (getuige verschillende incidenten in contemporaine kranten), maar niet met oud en nieuw. 
In 1864 meldde het Bataviaasch Handelsblad dat Chinezen in de kolonie Nederlands-Indië naast Chinees Nieuwjaar (dat elk jaar valt op een andere dag tussen 21 januari en 20 februari) ook "Europeesch Nieuwjaar" vierden met zelf afgestoken vuurwerk. Tien jaar later zouden de Indische Nederlanders dit gebruik inmiddels hebben overgenomen. In 1927 was er al sprake van een verbod in de nu voormalige kolonie Nieuw-Oost Indië. Ook omdat juist armere inwoners er veel geld aan uitgeven. In 1934 was er al een plaatselijk verbod in Nederland. 
De oorsprong van het gebruik dat burgers in Nederland zelf zonder speciale opleiding vuurwerk mogen kopen en afsteken met oud en nieuw is pas ingeburgerd na de Tweede Wereldoorlog. Er zijn sterke aanwijzingen dat de Indische Nederlanders, waarvan er tussen 1945 en 1962 tienduizenden naar Nederland migreerden als gevolg van de dekolonisatie van Nederlands-Indië en Nederlands-Nieuw-Guinea, de traditie van consumentenvuurwerk tijdens de jaarwisseling in Nederland hebben geïntroduceerd.In de meeste Nederlandse gemeenten was het afsteken van 'Chinees' vuurwerk midden jaren 1950 formeel verboden, maar werd her en der gedoogd tijdens de jaarwisseling, ondanks allerlei relletjes die dit veroorzaakte (vooral in Den Haag, waar veel Indische Nederlanders oud en nieuw met vuurwerk vierden). In 1955 probeerde de Vereniging van Nederlandse Gemeenten dit vergeefs te beëindigen; autoriteiten kozen in plaats daarvan voor de strategie om het fenomeen veiliger te laten verlopen. Consumentenvuurwerk werd in Nederland pas eind jaren 1970 populair; daarvoor was het gebruikelijker dat alleen pyrotechnische experts vuurwerkshows hielden.

## Chemische samenstelling

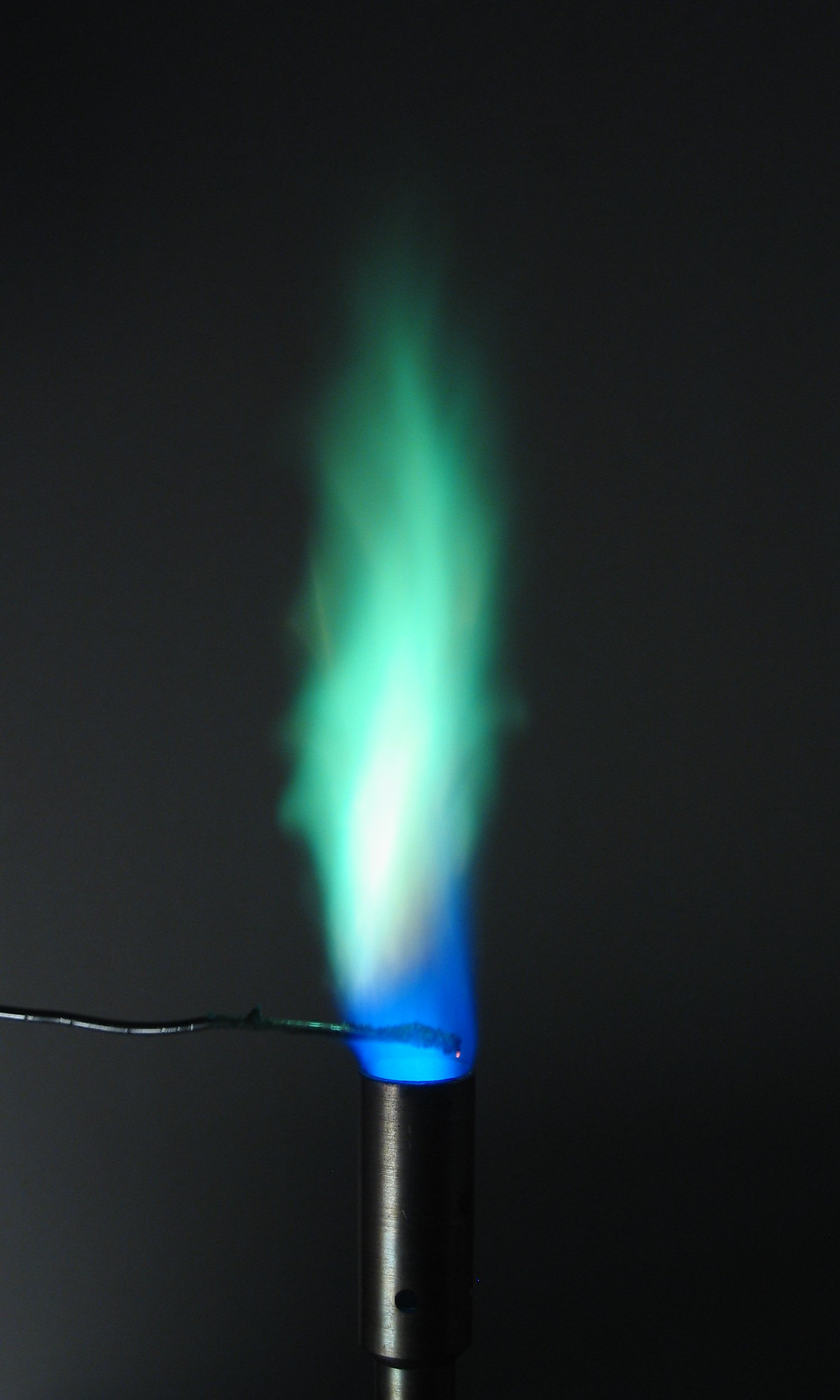
Koperverbindingen kleuren blauw-groen wanneer ze ontbranden

Een pyrotechnisch mengsel bestaat uit de volgende hoofdingrediënten:
- Oxidator, de stof die elektronen opneemt tijdens de chemische reactie. Bij een normale verbranding is dit zuurstof uit de lucht maar omdat het mengsel een deflagratie moet ondergaan of in een afgesloten ruimte moet branden, wordt gebruikgemaakt van een stof die zuurstofatomen kan doneren of zelf elektronen kan opnemen. Veelgebruikte oxidatoren zijn lithiumnitraat, kaliumnitraat, kaliumchloraat, kaliumperchloraat, ammoniumnitraat, calciumsulfaat, strontiumnitraat en bariumnitraat.
- Reductor, een stof die elektronen afstaat tijdens de chemische reactie. Een reductor kan elke brandbare stof zijn, zolang deze maar een vaste aggregatietoestand heeft. In vuurwerk worden vooral organische verbindingen zoals sacharose, dextrose, houtskool of rode gom gebruikt. Soms worden ook anorganische verbindingen zoals metaalpoeders gebruikt: aluminium, magnesium, koper en titanium. Ook niet-metalen als zwavel en (rode) fosfor worden weleens gebruikt.
- Vlamkleurende stoffen. De verschillende kleuren worden verkregen door het natuurkundig principe dat verschillende atoomsoorten bij het terugvallen in hun grondtoestand tijdens sterk verhitten fotonen (lichtdeeltjes) van een bepaalde golflengte uitzenden (dus een bepaalde kleur licht). Verschillende kleuren kunnen gemaakt worden door het gebruik van de volgende zouten of atomen:

| Natrium   | geel                          |
| Kalium    | rood/violet                   |
| Barium    | wit (BaO), groen (BaCl2)      |
| Strontium | dieprood                      |
| Calcium   | steenrood (CaCl2), geel (CaO) |
| Koper     | groen/blauw                   |
| Magnesium | wit                           |

#### Verhoudingen
Bij het bepalen van de verhoudingen van de stoffen in een pyrotechnisch mengsel wordt bekeken waarvoor het mengsel gebruikt gaat worden. Voor een snelbrandend mengsel zal er een goede zuurstofbalans nodig zijn. Wanneer het mengsel trager moet branden en bijvoorbeeld veel licht moet geven, worden minder oxiderende chemicaliën en meer reducerende stoffen toegevoegd. Aan de hand van een reactievergelijking van de vereiste brutoreactie wordt bekeken in welke verhouding de stoffen met elkaar reageren.

#### Veiligheid
Sommige stoffen kunnen – in een bepaalde combinatie met elkaar – instabiel worden. Veelal verloopt zo’n instabiele reactie relatief langzaam en rustig, maar in sommige gevallen kan deze reactie zo snel of intensief verlopen dat er sprake is van een explosie of spontane ontbranding van het mengsel. Een goed voorbeeld is de combinatie van kaliumchloraat en zwavel. Het langzaam vormende zwavelzuur in de zwavel kan het mengsel doen ontbranden. Ook kaliumchloraat en fosfor mogen nooit met elkaar gemengd worden. Metaalpoeders mogen onbehandeld niet gemengd worden met nitraat-zouten, want ook deze combinatie kan een spontane ontbranding tot gevolg hebben.

## Soorten vuurwerk

### Fop- en schertsvuurwerk

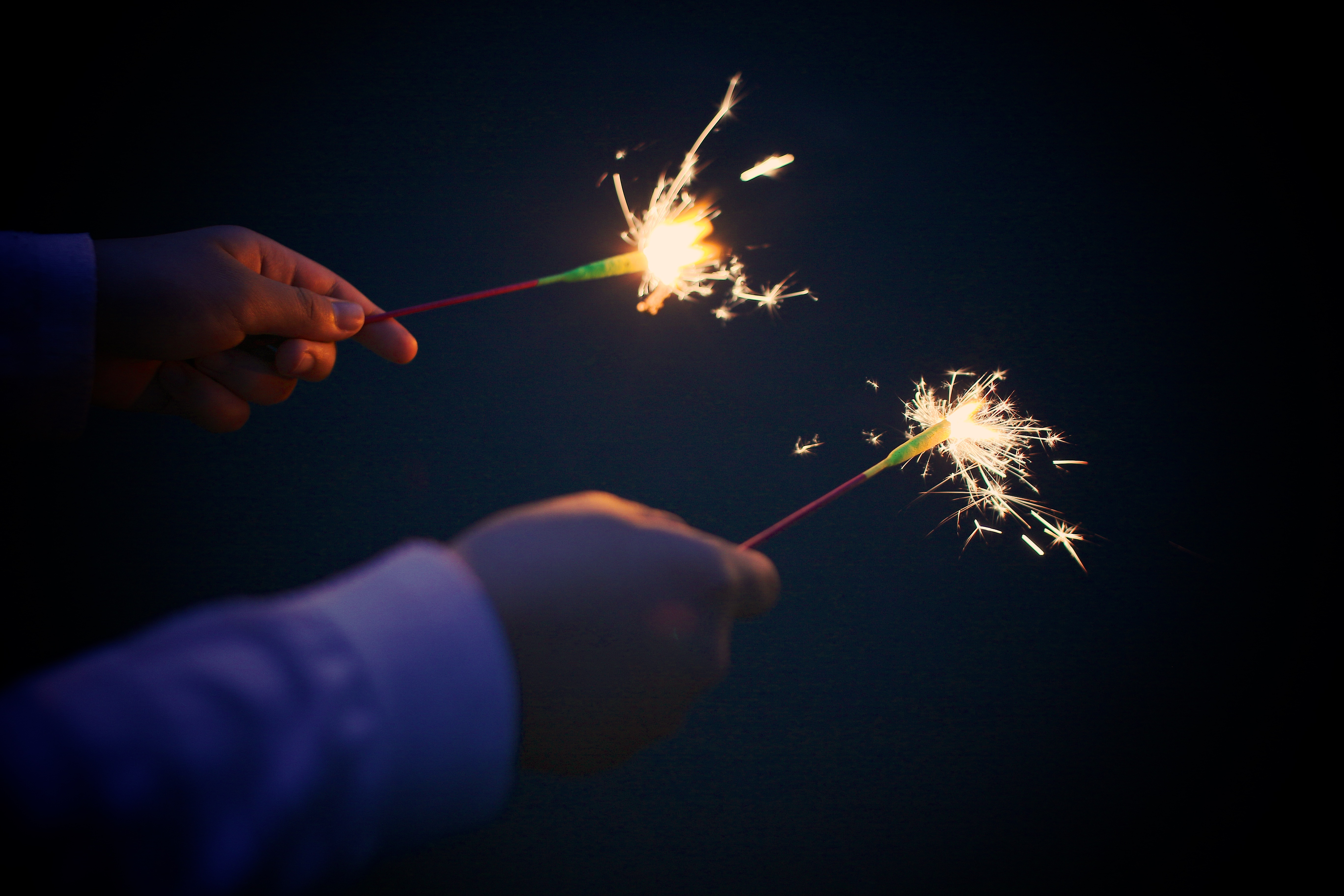
Sterretjes behoren tot het schertsvuurwerk

Fop- en schertsvuurwerk betreft vuurwerk dat zeer weinig gevaar en een te verwaarlozen geluidsniveau oplevert en soms ook binnenkamers kan worden afgestoken. Hieronder vallen bijvoorbeeld sterretjes, knalerwten, Bengaalse lucifers en trektouwtjes. Fop- en schertsvuurwerk mag het hele jaar door verkocht en afgestoken worden.

### Kleinvuurwerk
Kleinvuurwerk is consumentenvuurwerk dat onder voorwaarden verkocht wordt aan consumenten. Veiligheidsnormen en verkoopregels verschillen per land. Daardoor is het in het ene land legaal, in het ander land illegaal vuurwerk.
Het consumentenvuurwerk wordt onderscheiden in siervuurwerk en knalvuurwerk. Siervuurwerk bestaat in de vorm van vuurpijlen die als geheel de lucht in schieten, en potten (cakes) en fonteinen. Daarnaast bestaat er een breed scala aan draaiers, zonnen en fakkels.
Het knalvuurwerk varieert van zware donderslagen, kanonslagen of astronauten tot de lichtste uitvoering, de rotjes. Het is niet ongebruikelijk om een mat rotjes ineens af te steken, net als Chinese rollen wat een knaleffect geeft als van een mitrailleur. Luchthuilers, oftewel gillende keukenmeiden, worden ook tot het knalwerk gerekend.
Ook kleinvuurwerk kan echter zware ongevallen veroorzaken, en vooral dan het beruchte cobra-vuurwerk, dat soms zelfs bij aanslagen of zware rellen wordt gebruikt.

### Grootvuurwerk

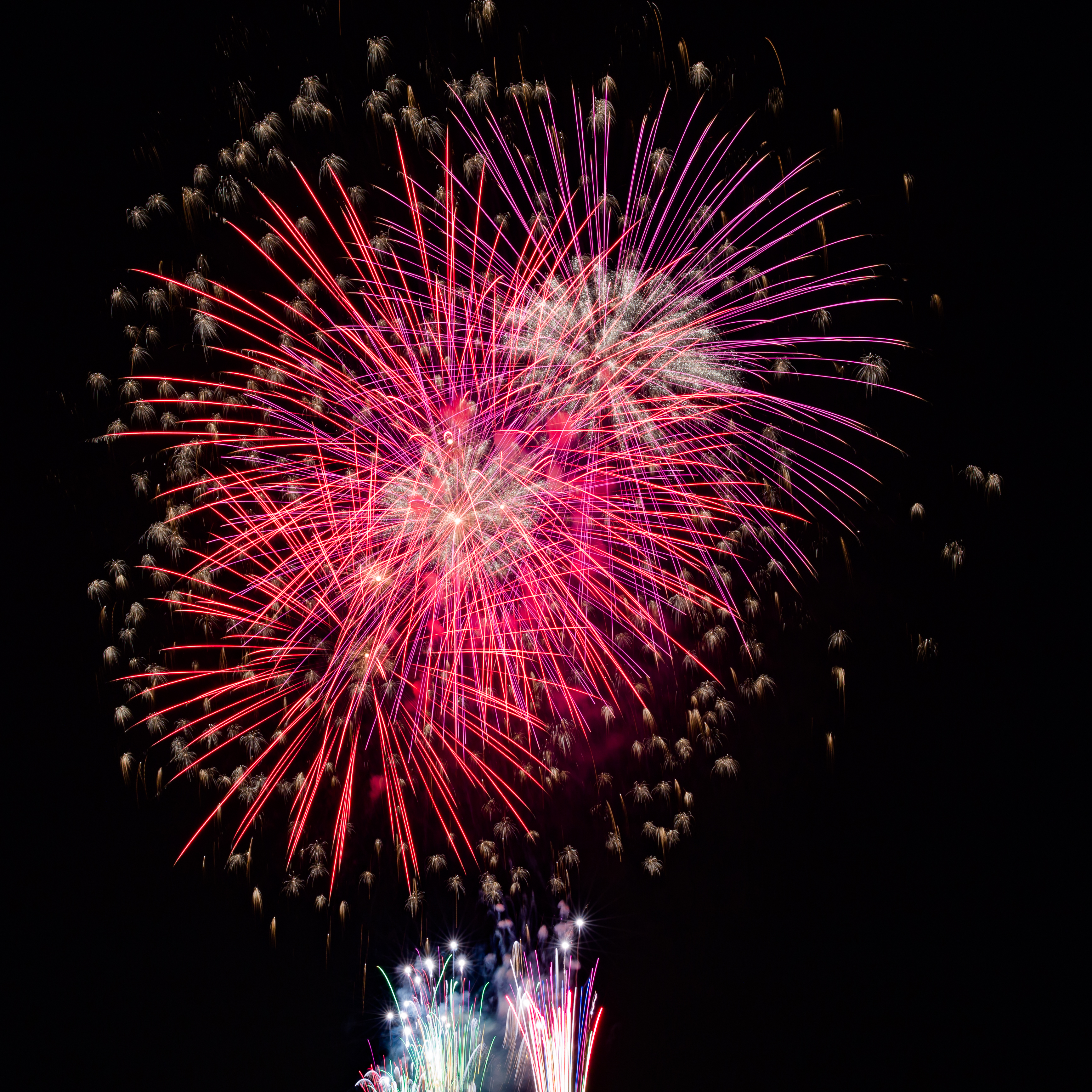
Vuurwerk in Annecy, Frankrijk

Grootvuurwerk wordt ingezet als evenementenvuurwerk bij vuurwerkshows. Meestal wordt het gebruikt als afsluiting of als speciale viering van een evenement. Grootvuurwerk wordt afgestoken door professionals die een speciale training hebben gevolgd om het vuurwerk te mogen afsteken. Meestal wordt het vuurwerk op afstand afgestoken via een elektrische ontsteking. Pyrotechnische speciale effecten (theater- of podiumvuurwerk) zijn speciaal geschikt voor gebruik binnen bij evenementen en in theaters.

### Ernstvuurwerk
Ernstvuurwerk is het vuurwerk dat gebruikt wordt wanneer een schip in nood is en er signalen afgegeven moeten worden, zoals fakkels, vuurpijlen, parachutes en rookpotten. Dit is ook het vuurwerk dat in het leger gebruikt wordt voor soortgelijke doelen, bijvoorbeeld rookschermen of verlichting. Dit vuurwerk is na een aantal jaren niet meer betrouwbaar en wordt dan vernietigd en vervangen. Dat vernietigen gebeurt soms door het als feestvuurwerk te gebruiken, al is het effect anders dan bij feestvuurwerk.

### Elektronisch vuurwerk
Elektronisch vuurwerk is vuurwerk dat werkt zonder chemische stoffen, maar puur gebruikmaakt van elektriciteit. Het werkingsprincipe van de elektronische knal is dat er een hoge spanning op een condensator wordt opgebouwd en dat deze dan plotseling ontladen wordt.

## Vuurwerkshows
Over de hele wereld vinden geregeld grootschalige vuurwerkshows plaats, al dan niet met een religieuze achtergrond. Vooral in Zuid-Europa krijgt de liefhebber regelmatig de kans om spectaculaire vuurwerken te zien. Met name landen als Spanje, Malta, Italië en Duitsland hebben jaarlijks meerdere traditionele feesten, waarbij een groot vuurwerk het middelpunt vormt. In Valencia (Spanje) vinden bijvoorbeeld ieder jaar rond maart de Fallas plaats, waarbij zeer spectaculaire dag- en nachtvuurwerken afgestoken worden. In San Severo, Italië wordt jaarlijks het festival La Madonna del Soccorso gehouden, waar enorme vuurwerken afgestoken worden. Ook op het San Trifone Festival in het Italiaanse dorp Adelfia is dit het geval. Bekende vuurwerken op oudejaarsavond zijn bij het Sydney Opera House in Sydney en in de steden New York en Londen. De vuurwerkshows worden met shells gemaakt, een soort ballen. Bij harde wind kan het gebeuren dat vuurwerkshows moeten worden afgelast. Het is dan te gevaarlijk om het vuurwerk af te steken. Dit gebeurde in Nederland tijdens de jaarwisselingen 2022/2023, 2023/2024 en 2024/2025. Tijdens deze jaarwisselingen waaide het erg hard, waardoor veel vuurwerkshows moesten worden afgelast. 
In Nederland wordt aan het einde van oudejaarsavond traditioneel door particulieren vuurwerk afgestoken. In 2019 werd er in Nederland voor 77 miljoen euro aan vuurwerk gekocht door particulieren. Eind 2022 werd met een vuurwerkverkoop voor 110 miljoen euro een record gebroken. 

## Gevarenklassen

Symbool explosieve stof

Het meeste vuurwerk komt uit China. Daar vindt ook de classificatie naar gevarenklasse plaats. De classificatie vindt plaats op grond van internationale regelgeving voor vervoer en verpakking. Vuurwerk is naar aard en werking onderverdeeld in vier subklassen. Subklasse 1 is de zwaarste gevarenklasse, subklasse 4 de lichtste.
De vier subklassen zijn:
1. Gevaar voor massa-explosie (bijvoorbeeld titaniumsalute-shells).
2. Gevaar voor scherfwerking. Er bestaat geen risico voor massa-explosie.
3. Gevaar voor brand, gering gevaar voor luchtdruk- of scherfwerking of gevaar voor beide, maar niet met gevaar voor massa-explosie en hoge decibels.
4. Gering gevaar voor ontploffing. De gevolgen blijven hoofdzakelijk beperkt tot de verpakking.

### Letselschade
Verwondingen door vuurwerk zijn onder andere: oogletsel, gehoorbeschadiging en permanente schade aan vingers en ledematen. Letsel kan ontstaan door onkundig gebruik, opzettelijk misbruik of onvoorspelbaar gedrag door modificatie en/of zelfbouw.

### Overlast
Vormen van vuurwerkoverlast zijn:
- Geluidsoverlast vanwege de onverwachte harde knallen
- Stankoverlast, milieuverontreiniging en zichtbeperkende smog door de rook die erbij vrijkomt en achtergelaten vuurwerkresten
- Vuurwerkletsel en de angst om door vuurwerk (al dan niet bedoeld) geraakt te worden
- Materiële vernieling en vandalisme in verband met (illegaal) vuurwerk[12]
- Verstoring van de openbare orde, onder meer door geweld tegen hulpverleners (politiemensen, brandweerlieden en ambulancepersoneel) middels vuurwerk[13][14]
- Dieren kunnen angstig worden van vuurwerk. Niet alleen de knallen maar ook de hoge tonen van het vuurwerk kunnen honden angstig maken. Vogels vertonen een verhoogde vliegactiviteit.[15][16][17]

### Veilig vuurwerk afsteken
Hieronder staan tips die in Nederland vaak worden gegeven om vuurwerk op een veilige manier af te steken:
Voorbereiding
- Koop je vuurwerk bij een officieel verkooppunt.[19] Koop en gebruik geen illegaal vuurwerk, het is niet te voorspellen hoe het reageert en je veiligheid kan niet gegarandeerd worden.[18]
- Bestudeer de gebruiksaanwijzing van tevoren, niet pas op oudejaarsavond.[18][19]
- Experimenteer niet met vuurwerk: maak het nooit open.[18][19]
- Let op waar en wanneer je vuurwerk mag afsteken. De nationale of lokale overheid kan bepalen wat de afsteektijden en afsteekplaatsen zijn en wanneer en waar er niet afgestoken mag worden (vuurwerkvrije zones).[18]
- Let erop dat vuurwerk is ingedeeld in leeftijdscategorieën vanaf 12, 16 en 18 jaar en mensen die het willen afsteken er oud genoeg voor zijn.[18]

Kleding
- Trek stevige kleding aan die bestand is tegen vonken, zoals spijkerstof, wol of katoen; draag geen nylon of fleece en geen jas met capuchon.[18][19]
- Draag een vuurwerkbril.[18] Zowel afstekers als omstanders wordt aangeraden een vuurwerkbril te dragen.[20]
- Stop vuurwerk nooit los in jas- of broekzakken.[bron?]

Plaatsen
- Zorg dat het vuurwerk goed en stevig staat zodat het niet omvalt. Gebruik voor vuurpijlen een lanceerstandaard (sinds 2018 verplicht in Nederland).[18][19]
- Zet vuurwerkpotten altijd klem tussen vier stenen.[19]

Aansteken
- Steek vuurwerk aan met een aansteeklont.[18] Gebruik nooit lucifers, aanstekers, sigaretten of sigaren.[19]
- Loop weg bij het vuurwerk zodra de lont brandt, neem voor jezelf en toeschouwers minstens 8 tot 15 meter afstand.[19]
- Steek een pijl vanaf de zijkant aan, niet van boven.[19]
- Steek vuurwerk altijd met gestrekte of slechts licht gebogen arm af, want het lichaam en het hoofd (gezicht) mogen zich niet boven het vuurwerk bevinden.[bron?]
- Steek niet-afgegaan vuurwerk (weigeraars) nooit opnieuw aan. De kans is groot dat het te snel ontbrandt.[18][19]
- Steek geen vuurwerk vanuit je hand af.[19]
- Steek alleen groen viscolont aan.[bron?]
- Gooi nooit met vuurwerk.[bron?]
- Richt vuurwerk nooit op mensen, dieren of brandbare materialen.[19]
- Let bij vuurpijlen op de windrichting.[19]

Opruimen en bewaren
- Maak vuurwerkafval onschadelijk door het in water te dompelen of gooi er een emmer water over.[19]
- Ruim vuurwerkafval, nadat je het onschadelijk hebt gemaakt, meteen op. Vuurwerkafval mag bij het huisvuil.[19]
- In Nederland mag je, als je vuurwerk over hebt, hooguit 25 kilo vuurwerk bewaren tot volgend jaar op een veilige, droge, koele, niet publiek toegankelijke plaats.[18][19]

## Vuurwerkrampen
Er gebeuren met enige regelmaat vuurwerkrampen in verschillende landen in de wereld, vaak met tientallen doden en gewonden tot gevolg. Meestal voltrekt een dergelijke catastrofe zich tijdens het productieproces of bij de opslag van vuurwerk, maar het kan ook misgaan tijdens het of voorafgaand aan het afsteken.